# 南鳥栖自動車学院
南鳥栖自動車学院（みなみとすじどうしゃがくいん）は、佐賀県鳥栖市酒井西町にある鹿島興産株式会社が運営する自動車教習所。

## 所在地
- 佐賀県鳥栖市酒井西町630番地1
  - 公安委員会指定
  - 国土交通省講習認定機関
  - 厚生労働省指定教育訓練施設

## 取得免許
- 大型自動車（一種）
- 中型自動車（一種）
- 牽引自動車（一種）
- 普通自動車（一種・二種）
- 大型自動二輪車
- 普通自動二輪車
- 普通自動二輪車（AT限定）
- 普通自動二輪車（小型限定）
- 普通自動二輪車（小型限定・AT限定）

## 教習車種
普通車
- トヨタ コンフォート

(二種免許)
- トヨタ カローラ
- トヨタ プリウス

準備中型車・中型車
- いすゞ エルフ（ダブルキャブ）
- いすゞ フォワード（ダブルキャブ）
- 三菱ふそう ファイター

大型車・牽引
- 三菱ふそう スーパーグレート
- UD クオン（ダブルキャブ）
- いすゞ ギガ
- いすゞ フォワード (牽引)

大型特殊自動車
- コマツ WA100

二輪車
- ホンダ CB400
- ホンダ CB750
- ヤマハ マジェスティ

## 送迎バス
- 鳥栖市・三養基郡、久留米市・小郡市、神埼市、神埼郡一帯にかけて運行

## アクセス
- JR九州（鹿児島本線・長崎本線）鳥栖駅からスクールバスで約5分
- 西鉄久留米駅（西鉄天神大牟田線）からスクールバスで約10分
- 西鉄小郡駅（西鉄天神大牟田線）からスクールバスで約10分